# Arnau de Romaní
Arnau de Romaní (Bolonya, ? — València, 1.276), va ser un jurista provinent de Bolonya que va acabar formant part de la primitiva noblesa del regne; fou un cavaller valencià. La primera referència d'ell als dominis valencians és a l'any 1255, com a comprador de terres als llocs de L'Alcúdia i l'Olleria. Als documents de compra apareix com a ciutadà de València.
Romaní va ocupar importants càrrecs d'administració i govern, com ara el de justícia de València que exerciria a començaments de 1258.
Per estes dates va començar a obtindre favors reials després de la seua contribució en la finalització de la guerra contra els andalusins a terres valencianes, finançant part de la darrera campanya militar duta a terme el 1258 contra la resistència liderada per Al-Azraq, i sotmetent les aljames musulmanes de la part meridional del regne, sense capitular des de l'alçament a finals de 1247.
Quan el qā'id del castell de Pego es va retre a Jaume I en maig de 1258, el rei comandà l'alcaidia a Arnau de Romaní i li consignà un deute de 10.000 sous sobre les seues rendes. Tres mesos després li va ser donada l'alqueria de Beniparrell, segurament com a recompensa pels seus servicis, que posseiria durant catorze anys, entre 1258 i 1272, fins que la va vendre al recentment creat monestir de Santa Maria de Portaceli, de l'orde de la Cartoixa. D'ençà de rebre la donació de l'alqueria de Beniparrell, Romaní apareix sempre als documents com a cavaller; el primer document en què el veiem com a ''miles'' data de gener de 1259, tot i el desconeixement de si la condició de cavaller era de família o conseqüència de les seues actuacions.

Romaní, després d’incrementar el seu patrimoni a través de diverses compres rústiques i urbanes, i d'altres donacions, de la realització de préstecs i de la compra de rendes reials:
| « | doc. 256-257 (2.X.1259) (confirmació reial de totes les compres de cases, heretats i terres que Romaní faça al regne de València, i franquesa de tributar per elles), doc. 452 (24.IV.1263) (arrendament durant dos anys de les rendes de Riba-roja), doc. 579 (28.XI.1264) (permís reial per a comprar cases a Gandia de Carròs de Rebollet), doc. 623 (1.XI.1265) (deute consignat sobre les rendes de Vilallonga pels 13.000 sous que pagà Romaní per a redimir el castell en favor del rei.) | » |
| — Catàleg de la documentació relativa a l'antic Regne de València, continguda als registres de la Cancelleria Reial. Jaume I, el Conqueridor. Martínez Ferrando, Jesús Ernest | |   |

 Va finançar novament part de la campanya de 1265-1266 desplegada per a conquerir Múrcia, encapçalada per la monarquia aragonesa, envers els andalusins de les terres murcianes que s'havien revoltat contra el domini castellà d'Alfons X de Castella.
| « | doc. 618 (28.X.1265) (avançament de Romaní de 100.000 sous per l’arrendament de la batlia de València), doc. 756 (III.1268) (altres avançaments de diners a cavallers), doc. 638 (14.II.1266) (reconeixement de deute de l’infant Pere a Arnau de Romaní fet al setge de Múrcia per unes teles per a Constança de Sicília), doc. 662 (12.V.1266) (nomenament oficial de Romaní com a batle de València, tot i que amb anterioritat ja apareix com a tal, doncs segurament ho era des d'abans de partir cap a la conquesta de Múrcia), doc. 695 (25.IV.1267) (facultat reial donada a Romaní com a batle de València per a resoldre les apel·lacions judicials fetes a la ciutat per damunt de les competències del procurador general del regne). | » |
| — Catàleg de la documentació relativa a l'antic Regne de València, continguda als registres de la Cancelleria Reial. Jaume I, el Conqueridor. Jesús Ernest Martínez Ferrando | |   |

En esta ocasió, la quantitat avançada al rei fou prou superior; 100.000 sous, pagats per l’arrendament durant dos anys de les rendes de la batlia de València, oficialia reial que el propi Arnau de Romaní rebé i pogué detindre en tornar les hosts del setge de Múrcia, on també estigué fent costat a Jaume I.

Li va ser concedit, el càrrec de batle de València pels «molts servicis prestats» i durant quatre anys li va incrementar notablement el seu poder polític i econòmic a través de noves prebendes i compres. De Jaume I, va rebre durant este període uns solars per a edificar i horts a la ciutat de València, l’alcaidia del castell de Xàtiva i la seua batlia, una alqueria al terme d'Alzira, el castell i la vila de Palma, i també la donació plena de Beniparrell.
| « | doc. 664 (20.VII.1266) (donació reial d’un solar al mercadal de València per a edificar-hi cases), doc. 675 (6.XI.1266) (donació reial d’un hort prop del palau reial de València), doc. 687 (5.III.1267) (concessió de l’alcaidia de Xàtiva en pagament d’un deute reial), doc. 800 (1.V.1268) (Romaní apareix per primera vegada com a batle de Xàtiva), doc. 833 (23.I.1269) (donació reial de l’alqueria de Segena, al terme d’Alzira, i d’una heretat a l'Alfàs del Pi), doc. 902 (29.VI.1269) (donació del castell de Palma, amb les alqueries de Palma, Ador, Castellonet, Almiserà i Cotalba, pels «molts servicis prestats», en el context de la Croada a Terra Santa, a canvi del pagament de 1.000 sous anuals), doc. 798 (1.V.1268) (donació plena de Beniparrell, | » |
| — Catàleg de la documentació relativa a l'antic Regne de València, continguda als registres de la Cancelleria Reial. Jaume I, el Conqueridor. Jesús Ernest Martínez Ferrando | |   |

Per afegiment, Romaní pogué arrendar novament les rendes reials de la batlia de València i d'altres llocs, exercí com a prestador del rei i de l'infant Pere, va instituir la capella del fossar de l’església de Sant Joan de l’Hospital de València, i comprà el castell de Vilallonga, que heretaria el seu fill Berenguer de Romaní, donant lloc a la família Llançol de Romaní.
| « | doc. 688 (10.III.1267) (arrendament de les rendes de la batlia de València per un any), doc. 861 i 941 (III.1269) (arrendament de les rendes de la batlia de València i d'altres castells per tres anys), doc. 698 (20.V.1267) (avançament de diners dels ingressos de la batlia de València a l’infant Pere), doc. 705 (IX.1267) i 942 (28.VIII.1269) (préstecs a l’infant Pere), doc. 829 (27.XI.1268) (pagaments en nom del rei), 872 (12.IV.1269) i 892 (16.VI.1269) (compra de Vilallonga) | » |
| — Catàleg de la documentació relativa a l'antic Regne de València, continguda als registres de la Cancelleria Reial. Jaume I, el Conqueridor. Jesús Ernest Martínez Ferrando | |   |

També va instituir la capella del cementeri de l'església de Sant Joan de l’Hospital de València sota l’advocació de Santa Maria Magdalena; a l'actualitat s'hi pot veure l’escut dels Romaní a l’absis de la capella.

Moltes d’estes concessions foren realitzades expressament pels servicis fets a la monarquia, 
| « | doc. 902 (29.VI.1269) […] propter multa grata et idonea servicia [...] | » |
| — Catàleg de la documentació relativa a l'antic Regne de València, continguda als registres de la Cancelleria Reial. Jaume I, el Conqueridor. Martínez Ferrando, Jesús Ernest |                                                                        |   |

 però a causa d’uns greus enfrontaments amb una facció encapçalada per Guillem Escrivà, Arnau de Romaní fou despatxat del càrrec de batle de València el 1270 i obligat a pagar al rei una important suma monetària. La mateixa crònica reial, tot i que succintament, se’n fa ressò del conflicte: 
| « | 500. E passat ·I· mes uenguem nosen el Regne de Ualencia, e trobam quey hauia hauda barayla entre aquel que tenia loch nostre, e vn altre per nom ·G· Escriua: e nos donam hi nostra sentencia. E puys en ·G· Scriua e altres de la uila acusaren aquel nostre batle: e nos hoim lo feyt atretal, e donam hi nostra sentencia, e castigam los en aixi que la ciutat romas en pau e en bon estament. | » |
| — Chronica o comentaris del gloriosissim e invictissim Rey en Jacme primer, Rey Darago, de Mallorques e de Valencia, Compte de Barcelona e de Montpesler, dictada per aquell en sa llengua natural, e de nou feyta estampar per Marià Aguiló i Fuster. | |   |

## Arnau de Romaní i la família dels Escrivà
Sense aportar fonts noves, el cronista valencià Pere Antoni Beuter desenrotllà al segle xvi les informacions de la crònica, i assenyala que Guillem Escrivà era jurat de la ciutat de València i que amb l'enfrontament es crearen dues faccions i, Jaume I va castigar a membres d'ambdues, tot limitant el poder del batle:
| « | Le vinieron cartas en hebrero (sic) que el bayle de Valencia se desaviniera con En Guillem de Escriván, jurado de Valencia, y vinieran a las manos, de que huvo gran gran ruydo en la ciudad, y muchos descalabrados y heridos de una parte y otra, de que viniera la ciudad en punto de se perder, y quedara en gran división hecha dos parcelidades […] Venido que fue en Valencia supo cumplidamente cómo passava el negocio, y castigó algunos de cada una de las partes, y puso en sossiego la ciudad, limitando al bayle el poder, y declarando lo que podía hazer. | » |

És factible que Beuter consultara altra font documental en relació amb aquell fet, ja que ni la data de l’arribada del monarca a València, ni el càrrec concret de Guillem Escrivà, ni la restricció de les competències del batle no figuren en la crònica reial, però amb referència a la data de l'arribada del rei, hi ha registre documental que corrobora que, després d’haver tornat a Barcelona en octubre de 1269 del seu fracassat intent de croada a Terra Santa, Jaume I va passar per Castella i Aragó fins a arribar a la ciutat de València cap al 10 de febrer de 1270, romanent al regne ininterrompudament fins a l'agost de 1271.
Arnau de Romaní, ocupava el càrrec de batle de València des d'almenys 1266, i inclús als primers mesos de 1270.
 Tanmateix, el document fa referència a un
establiment passat i, per tant, no es pot saber si encara era batle en aquells moments: 
| « | [El rei] atorgà an Berenguer de Almenara que puixa edificar un forn á coure pá en aquell loch, en lo qual NArnau de Romaní batle de Valencia, doná á cens de un morabatí an Andreu Sarcre en lo mercat de Valencia: lo qual loch lo dit en Berenguer comprá en apres al dit Andreu: en axí que per lo dit forn pach cascun any quatre morabatins, ab aquell morabatí lo qual feya de cens del dit loch. Datis Valentia: II Kalendas Augusti, anno MCCLXX......... 4 morabatins. | » |

Ho constata el fet que el 1269 havia arrendat les rendes de la batlia per tres anys, però a l'octubre de 1270 qui ocupava aquella oficialia reial era una altra persona, Arnau Escrivà, tal com constata Joaquim Miret al seu «Itinerari de Jaume I el Conqueridor»
| «                                                            | Amb data del 5 d'octubre, sempre a València, autoritzà l'Arnau Escribà, batlle de la dita ciutat, per a establir a cens, alguns béns d'aquella batllia. | » |
| — Itinerari de Jaume I el Conqueridor. Joaquim Miret i Sans. | |   |

I este –segons les observacions de Miquel Batllori– era segurament l’oncle del Guillem Escrivà que apareix citat a la crònica de Jaume I com a cap del bàndol rival de Romaní.
Tot i no haver-hi cap document que ho deixe palés, es pot intuir una maniobra contra el batle Arnau de Romaní encapçalada pels Escrivà, que finalment obtindrien el nomenament com a nou representant màxim del rei a la ciutat i tot el reialenc d’un dels seus membres, Arnau Escrivà, qui ocupà el càrrec fins a la seua mort, a mitjan 1275.
Un dels castigats per estes lluites, «pro facto invasionis Arnaldi de Romanino», qui va ser «scuder de Arnau Scrivà», Guillem d’Espígol, desterrat del regne durant 1270.
Tal com apunta Beuter, és possible que s'hi donara un enfrontament entre el batle reial i membres dels
càrrecs de govern de la ciutat, com Guillem Escrivà si era efectivament jurat en 1270 o el mateix Arnau Escrivà, que ho havia estat en 1268.
Arnau Escrivà, a part d’oncle, havia estat tutor i administrador legal de Guillem Escrivà, fet que fa suposar una estreta relació entre ambdós.
Que ambdós apareguen com a representants de la ciutat de València al Parlament celebrat amb el rei el
1266 o que Arnau Escrivà transferira al seu nebot dos deutes reials de 8.200 sous i 5.000 sous el 1268, remarquen eixa entesa familiar.
A més a més, Arnau Escrivà i Guillem Escrivà també apareixen junts en una sentència
dictada pel rei sobre delmes i primícies el 4 d’abril de 1268 Miquel Batllori opina que el Guillem Escrivà de la sentència és fill d’Arnau, que es deia igual que el nebot, però per la proximitat de dies amb el document que s'acaba de citar en què Arnau transfereix un deute reial al seu nebot Guillem, fa pensar que este és el mateix testimoni que apareix a la sentència..
Uns quants mesos després dels enfrontaments de Romaní i els Escrivà, entre abril i octubre de 1270, Arnau de Romaní va ser apartat del càrrec en benefici d’Arnau Escrivà i el darrer dia de l’any va haver de signar una carta redemptòria per les acusacions d’injúries i delictes «iniuriarum et delictorum» realitzades per Jaume I, a canvi del pagament de la notable quantia de 100.000 sous.
Així, Arnau de Romaní, va caure en desgràcia, i fins a la mort de Jaume I, va desaparéixer quasi dels documents de l’administració reial.. Contràriament i apuntalant la hipòtesi de l’aliança dels Escrivà contra Romaní, els primers sí que apareixen constantment en la documentació reial, com per exemple, en una altra sentència del 10 de setembre de 1270 d’un plet entre la vila de Llíria i Blasco Eximénez d'Arenós, en què veiem novament junts Arnau Escrivà i Guillem Escrivà com a ciutadans de València. De fet, la seua presència en este document feu aventurar Soldevila, encertadament, que «Guillem Escrivà sembla haver romàs en la gràcia del rei».
Tot i això, durant la primera mitat del 1271 intervindria al seu darrer negoci relacionat amb la monarquia, el de la compra del lucre de la moneda que s'encunyà a València, tot i que fins a febrer del 1276 no tornaria a rebre cap mercé reial, en este cas l’enfranquiment dels drets comercials, com les lleudes o els peatges, concedit a tots els seus vassalls.
En aquelles dates però, Arnau de Romaní ja havia venut el lloc de Beniparrell, el 1272, tot i que havia acumulat d'altres possessions, com la moreria de Llíria o el senyoriu de Benillup.
El que fóra senyor de Beniparrell encara tornaria a ocupar càrrecs de govern, després de la mort de Jaume I, a
finals de juliol de 1276. De la mà del nou rei, Pere el Gran, amb qui havia compartit esferes de poder a terres valencianes, fou nomenat novament Batle de València en un context crític per a la monarquia, ja que les aljames andalusines, ajudades per Al-Azraq, s'havien alçat en armes i amenaçaven seriosament el poder cristià. Potser per això el monarca cercà l’experiència d’Arnau de Romaní, que havia combatut els musulmans en diverses ocasions. Va durar uns mesos al càrrec, car si en setembre de 1276 tornà altra volta com a batle, en novembre del mateix any una ordre reial informa de la seua mort al Justícia de València.